# (3611) Dabu
Pour les articles homonymes, voir Dabu.
(3611) Dabu est un astéroïde de la ceinture principale.

## Description
(3611) Dabu est un astéroïde de la ceinture principale. Il fut découvert le 20 décembre 1981 à Nanking par l'observatoire de la Montagne Pourpre. Il présente une orbite caractérisée par un demi-grand axe de 2,79 UA, une excentricité de 0,21 et une inclinaison de 8,5° par rapport à l'écliptique.

## Compléments